# التزام (فلم)
التزام (بالكورية: 동창생) هو فيلم كوري أنتاج سنة 2013 تدور أحداثه حول إرسال طفليّ جاسوس كوري شمالي سابق «ميونغ هون» و «هاي إن» إلى مُخيم عمل وذلك بعدما تعرض والدهُما للخيانة من قبل دولته وتوفي على يد عميل كوري جنوبي، وفي وقتٍ لاحق، يزور مسؤول عسكري «ميونغ هون» ويعرض عليه مُهم العمل كجاسوس في كوريا الجنوبية مُقابل الإفراج عنه وعن أخته الصُغرى «هاي إن» فيقبل «ميونغ هون» الصفقة ويخضع للتدريب لمده سنتين، فهل سينجح في مهمته ويُنقذ أخته؟.

## روابط خارجية
- مقالات تستعمل روابط فنية بلا صلة مع ويكي بيانات